# Emanuel Insúa
Emanuel Mariano Insúa Zapata (ur. 10 kwietnia 1991 w Buenos Aires) – argentyński piłkarz występujący na pozycji obrońcy w greckim klubie Panathinaikos AO. Wychowanek Boca Juniors, w swojej karierze grał także w takich zespołach jak Godoy Cruz, Granada CF, Newell’s Old Boys oraz Racing Club. Młodszy brat Emiliano Insúy. Posiada także obywatelstwo hiszpańskie.